# Srećko Horvat
Srećko Horvat (Osijek, 28 de fevereiro de 1983) é um filósofo croata. Horvat é conhecido como um dos principais intelectuais europeus de esquerda do século XXI, sendo ativo participante da Internacional Progressista e do Movimento Democracia na Europa 2025.